# Kallima ansorgei
Kallima ansorgei är en fjärilsart som beskrevs av Rothschild 1899. Kallima ansorgei ingår i släktet Kallima och familjen praktfjärilar. Inga underarter finns listade i Catalogue of Life.